# Faruk Šehić
Faruk Šehić (*14. aprila 1970 v Bihaću)  je bosanskohercegovski pisatelj, pesnik in novinar. Je prejemnik nagrade Evropske unije za literaturo leta 2013 za svoj roman Knjiga o Uni.

## Življenjepis
Rojen je v Bihaću, kjer je tudi obiskoval osnovno šolo. Srednjo šolo je končal v Bosanski Krupi, študiral pa je na Veterinarski fakulteti v Zagrebu in na Filozofski fakulteti v Sarajevu. Po študiju, v času vojne v Bosni in Hercegovini, je postal pripadnik 5. korpusa Armade Bosne in Hercegovine, kjer je v obdobju med 1992 in 1995 odslužil tudi vojaški rok. V spopadih je bil enkrat težko ranjen. Konec vojne je dočakal v činu poročnika.
Poezijo, prozo, eseje ter likovne in književne kritike objavlja od leta 1998. Literarna kritika ga ima za enega najtalentiranejših mlajših literatov Bosne in Hercegovine. Njegovi pesniški zbirki Hit depo in Transsarajevo ter zbirka kratkih zgodb Pod pritiskom so bile večkrat ponatisnjene. Je član Društva pisateljev Bosne in Hercegovine in PEN centra v Sarajevu.
Dela so mu prevedli v francosščino, madžarščino, poljščino, angleščino, hrvaščino, italijanščino, bolgarščino, makedonščino , nemščino in slovenščino (Knjiga o Uni leta 2016).
Trenutno živi in dela v Sarajevu kot novinar v sarajevskem žurnalu BH Dani (BH Dnevi).

## Dela
- Pjesme u nastajanju (Pesmi v nastajanju), pesniška zbirka, Sarajevo 2000
- Hit depo, pesniška zbirka, Sarajevo 2003
- Pod pritiskom, kratke zgodbe, Zagreb 2004, ISBN 9789536296323
- Transsarajevo, pesniška zbirka, Zagreb 2006
- Transsarajevo, pesniška zbirka, Beograd 2007
- Hit depo, Pod pritiskom, Transsarajevo, Apokalipsa iz Recycla bina, Zagreb 2007
- Hit depo, pesniška zbirka, Sarajevo 2008, ISBN 9789958777295
- Hit depo, Pod pritiskom, Transsarajevo, Apokalipsa iz Recycla bina, Sarajevo 2008
- Street epistles/Ulične poslanice, dvojezična pesniška zbirka, Beograd 2009
- Abzeichen aus Fleisch, dvpjezična pesniška zbirka, Dunaj 2011, ISBN 978-3902113870
- Hit depo, pesniška zbirka, Skopje 2011
- Knjiga o Uni, roman, Sarajevo 2011
- Moje rijeke, poezija Sarajevo 2014 ISBN 9789958302138
- Knjiga o Uni, roman, Ljubljana 2016
- Priče sa satnim mehanizmom (Predapokaliptični sevdah), kratka proza, Sarajevo 2018 ISBN 978-9958-30-395-1

## Knjiga o Uni
Zgodbo pripoveduje Mustafa Huzar, ki zapisuje Knjigo o Uni. Je bipolarna oseba, hkrati vojni veteran vojni veteran in pesnik hkrati. Če na trenutke tudi zmore sestaviti okruške in razbitine svojega življenja, se mu takoj spet razbežijo. Njegovi spomini na nekdanjo skupno državo, minulo vojno in ubijanja so "umazani in ogabni", resničnost banalna. Iz labirinta se rešuje s pisanjem. 
Pripoved se razplete in zvedri skozi vračanje v otroštvo, predvsem k reki Uni. Stapljanje z naravo in pogled iz kozmične perspektive pomanjšajo človeka, z namišljeno zgodovino vred, na smešnega pritlikavca. Šele banalni predmeti iz osebne zgodovine, zasledovanje lastnih vzgibov in strogo vztrajanje na poti do individualne resnice pripeljejo do smisla, ki je v občutenju enosti z vsemi soljudmi, v zavedanju, da nas veže skupno bivanje. 

## Nagrade
- Nagrada dnevnika »Oslobođenje« za najboljšo neobjavljeno novinarsko zgodbo (2003)
- Druga nagrada založniške hiše Zoro za zbirko »Pod pritiskom« (2003)
- Nagrada 2. beograjskega festivala poezije »Trgni se! Poezija! (2008)
- Nagrada Meša Selimović (2012)
- Nagrada Evropske unije za književnost (2013)